# Státní pokladna
Státní pokladna (státní pokladnice, pokladnice státu) jsou v původním významu centralizované finanční prostředky sloužící ke krytí státních výdajů. Po 2. sv. válce začala st. pokladna v některých zemích fungovat i jako bankéř státu. V socialistických zemích se tímto pojmem rozuměl státní rozpočet. Také současný význam pojmu se může v různých zemích lišit.
V některých zemích se pravomoc státní pokladny zaměřuje pouze na funkce řízení pokladních operací a dluhu, v dalších zemích je řízení dluhu vykonáváno nezávislými agenturami. V jiných zemích vykonává státní pokladna kontrolu realizace rozpočtu a/nebo vládního účetnictví. Někdy je útvar státní pokladny podřízenou agenturou ministerstva financí, v dalších zemích je na ministerstvu financí nezávislý. V takovýchto případech je nezbytná úzká koordinace mezi ministerstvem financí a státní pokladnou, protože realizace rozpočtu musí být založena na prioritách stanovených v rozpočtu.

## Česká republika
Státní pokladna Centrum sdílených služeb, s. p. (SPCSS) je přímo řízená organizace Ministerstva financí. Hlavním předmětem činnosti Státní pokladny Centra sdílených služeb, je poskytování služeb provozu IT (infrastruktury, výpočetního výkonu, OS, databází a aplikací v datových centrech).
Na webu Státní pokladny jsou však uvedeny tyto hlavní funkce:
- centralizace příjmů,
- řízení výdajů,
- řízení státních aktiv,
- řízení likvidity,
- řízení státního dluhu,
- finanční plánování.
- platební styk,
- kontrola,
- účetnictví,
- výkaznictví.[4]

Základním cílem projektu Státní pokladny je zabezpečení kvalitních, včasných a jednotných informací nezbytných pro správné a objektivní řízení státních financí. K tomuto účelu je budován Integrovaný informační systém Státní pokladny (IISSP).

## Římská říše
Aerarium (lat. od aes kov, peníze) publicum neb jen publicum, t. ae., též ae. publicum populi Romani, ae. Saturni bylo místo v Římě, kde uschovány byly státní peníze římské, státní pokladna; metonymicky znamená ae. poklad státní sám. Viz odkaz na Aerarium níže.